# Galerie d'art de Vancouver
La Galerie d'art de Vancouver (Vancouver Art Gallery) (VAG) est un musée d'art situé à Vancouver, au Canada.

## Description
Sa collection permanente compte environ 10 000 œuvres d'art et comprend plus de 200 œuvres majeures d'Emily Carr, du Groupe des Sept, de Jeff Wall et de Marc Chagall.
L'ancien palais de justice de Vancouver, il est un exemple de style néo-classique dans la tradition Beaux-Arts, conçu par l'architecte Francis Rattenbury (en).

## Expositions temporaires
- 2011 : Beat Nation: Art, Hip Hop and Aboriginal Culture, Tania Willard, en collaboration avec la grunt gallery,

## Culture populaire
- Dans la série Stargate SG-1, le musée représente le QG du service de renseignement, le NID.
- Dans le film Scooby-Doo 2 : Les monstres se déchaînent, le musée représente le « Coolsonian Criminology Museum ».